# Путнянське Євангеліє
Путнянське Євангеліє — староукраїнське апракосне Євангеліє з другої пол. XIII століття, писане уставом на пергамені (збереглося 146 листків), тепер у бібліотеці Путнянського монастиря.
Списане з македонсько-глаголичного оригіналу з лексикою, близькою до Ассеманієвого Євангелія, десь у північній Галичині чи на південно-західній Волині двома писарями (1-48 листки; 49 — 146), що внесли низку українських фонетичних рис (оу водѣ, боудьте, дѣвицѣ; «нове ѣ», и; змішування ь з е, ъ з о й ѣ з и). Споріднене з Галицьким Євангелієм 1266–1301 pp. Текст видав і досліджував мову Омелян Калужняцький («Evangeliarium Putnanum», Відень-Тешін 1888).